# Spielfilmdramaturgie
Die Filmdramaturgie ist eine Teildisziplin der Ästhetik und widmet sich dem „Geheimnis des Erzählens“. Dramaturgie ist eine über Jahrhunderte tradierte praxisbezogene und praxisbasierte Wissenschaft, die sich der Anordnung und der Gestaltung erzählerischer Mittel widmet, um die Wirkung eines Werkes auf das Publikum zu bestimmen. Dramaturgie ist die Technik bestimmte Erzählmuster zu kreieren, um das Thema, die Handlung und die Prämisse eines Werkes optimal in Einklang und damit zur Geltung zu bringen.
Der Begriff Filmdramaturgie bezieht sich einerseits auf die Praxis von Autoren, Dramaturgen, Redakteuren, Lektoren etc. und damit auf das Drehbuchschreiben bzw. das Strukturieren und kulturellen Bezüge von Geschichten in audiovisuellen und zeitbasierten Medien. Auf der anderen Seite liefert die Filmdramaturgie der Filmwissenschaft das theoretische Instrumentarium, das sie zur Analyse der Erzählstruktur von Filmen benötigt.

## Ausgangspunkte der Filmdramaturgie

### Konflikt bzw. Problem
Ausgangspunkt der meisten Geschichten für Filme und damit für die Filmdramaturgie ist ein grundlegender Konflikt bzw. ein grundlegendes Problem, das nach einer Lösung verlangt. Die Suche nach einer Lösung sowie die Lösung des Problems oder des Konflikts liefern den roten Faden für die Handlung und treiben sie zugleich voran. Daher wird ausgehend vom Problem bzw. Konflikt der Aufbau bzw. die Struktur der Filmhandlung entwickelt.

### Wahl des Genres
Am Anfang der Entwicklung einer Geschichte muss eine Entscheidung über das jeweilige Filmgenre getroffen werden, da sich nach Robert McKee (Story) aus jedem Genre bestimmte Konventionen ableiten, die bei der Entwicklung der Filmdramaturgie – der dramatischen Struktur für die jeweilige Filmhandlung – zu berücksichtigen sind, wenn die Geschichte in sich stimmig sein soll.

## Modelle der Filmdramaturgie

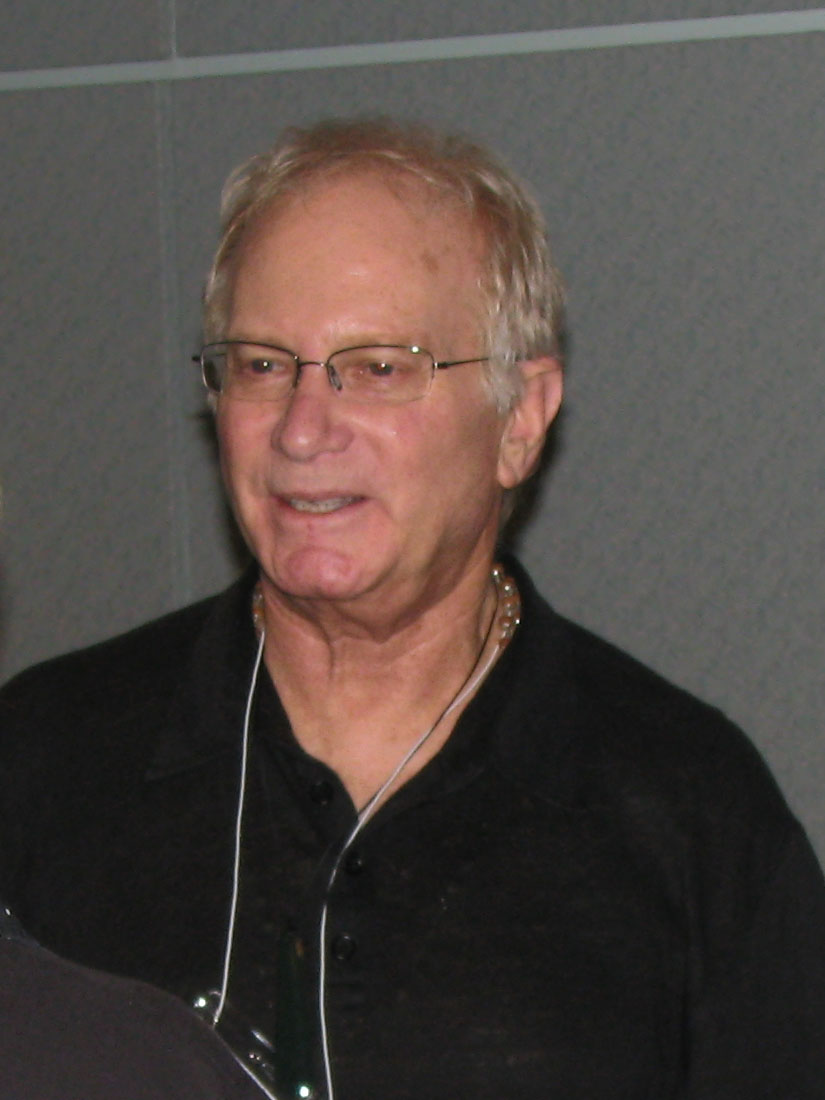
Syd Field, international renommierter Dozent für Drehbuchseminare

### 3-Akte-Modell
Das Paradigma der 3-Akte-Struktur ist grundsätzlich eine vereinfachte Gliederung der 5-Akte-Struktur, wie sie im Regeldrama der Französischen Klassik galt. Dieses Paradigma geht davon aus, dass ein Spielfilm aus drei Akten besteht: Exposition, Konfrontation, Auflösung. Dieses Modell wird insbesondere durch den amerikanischen Autor Syd Field vertreten und in dessen Büchern erläutert.

#### Plot Points
Jeder neue Akt wird durch einen Wendepunkt (Plot Point) am Ende des vorhergehenden Akts eingeleitet. Der Plot Point gibt der Geschichte dabei eine neue Richtung. Auch innerhalb der drei Akte gibt es kleinere Wendepunkte, welche die Geschichte vorantreiben und sie weiterentwickeln, aber nur die großen Plot Points am Ende eines Akts sind so grundlegend, dass sie der Handlung eine vollkommene Wendung und damit ganz eine neue Richtung geben.

#### Erster Akt
1. Akt – auch Exposition oder Einführung genannt – umfasst etwa ein Viertel der Filmlänge und an dessen Ende den 1. Plot Point, welcher der Geschichte eine grundlegende Wendung bringt und zum zweiten Akt überleitet.
Bei der Exposition handelt es sich um eine Vorgeschichte, die zur eigentlichen Geschichte hinführt und den raumzeitlichen Horizont der Handlung vermittelt. Auch werden im ersten Akt die wichtigsten Figuren, die Situation sowie grundlegende Probleme bzw. Konflikte eingeführt, welche die Handlung (Plot) in Gang bringen und vorantreiben. Meist handelt es sich hierbei um ein äußeres Problem, das neben der Hauptfigur (Held oder Heldin) auch noch andere Personen bis hin zur ganzen Welt betreffen kann und ein inneres Problem, das die Hauptfigur in sich selbst lösen muss. Oft hängt von der Lösung des inneren Problems ab, ob der Protagonist im Stande ist, das äußere Problem zu lösen.
Aus den beiden Hauptproblemen (inneres und äußeres) im ersten Akt leiten sich die beiden dramatischen (sogenannten obligatorischen) Fragen ab, wie das innere und das äußere Hauptproblem gelöst werden können. Die Antwort darauf bzw. die Lösung dessen erfolgt aber erst am Ende des dritten Akts. Meist hängen mit den beiden zentralen Problemen auch noch kleinere Probleme zusammen, die ebenfalls gelöst werden müssen, um das dramatische Ziel zu erreichen.
Das äußere Problem, das gelöst werden muss, kann zunächst ganz allgemein bestehen – wie bei Star Wars – Episode IV die Diktatur des Imperiums oder Harrys Bindungsunfähigkeit in Harry und Sally. Oft wird es dann bald für die Hauptfigur ganz konkret, so dass sie sich persönlich angesprochen fühlt – wie z. B. Luke Skywalker durch den Hilferuf von Prinzessin Leia im ersten Akt von Star Wars – Episode IV oder Sally, die Harry immer wieder mit seinen emotionalen Defiziten konfrontiert.
Hieraus ergibt sich eine neue Qualität des allgemeinen Problems und eine Auseinandersetzung wird für die Hauptfigur damit immer dringlicher. Dieser sog. Ruf zum Abenteuer (siehe Heldenreise) erfolgt oft mehrfach, da sich die Hauptfigur zunächst weigert sich darauf einzulassen (Weigerung des Helden in der Heldenreise). Erst wenn der Druck sich entscheidend zuspitzt und kein Ausweg mehr möglich ist, lassen sich die Helden auf das Abenteuer ein.
So sterben in Star Wars – Episode IV zunächst Lukes Tante und Onkel, bevor er bereit ist, mit Obi-Wan Kenobi Prinzessin Leia zu retten. Als sie dann schließlich am Ende des ersten Aktes denunziert werden und vor den imperialen Sturmtruppen fliehen müssen (1. Plot Point), gibt es endgültig kein zurück mehr für Luke Skywalker. Er hat die Schwelle in eine andere Welt überschritten (Heldenreise) und muss hier nun sein Abenteuer im zweiten Akt bestehen.
Bei Harry und Sally wird Harry am 1. Plot Point von seiner Frau verlassen. Sally und ihr Freund haben sich am 1. Plot Point gerade getrennt. In dieser Situation treffen sie nun aufeinander und beginnen gemeinsam sich damit auseinandersetzen (Handlungsschwerpunkt im zweiten Akt).

#### Zweiter Akt
Der 2. Akt (Konfrontation) ist mit etwa der Hälfte der gesamten Filmlänge der größte Akt. Er wird durch den sogenannten Zentralen Punkt in zwei Teile gegliedert und endet mit dem zweiten Plot Point.
Im zweiten Akt beginnt die Hauptfigur sich aktiv mit den bestehenden Problemen auseinanderzusetzen und sucht nach Wegen, wie diese gelöst werden könnten (beispielsweise in den Gesprächen zwischen Harry und Sally des gleichnamigen Films). Einen entscheidenden Hinweis auf eine konkrete Lösung liefert im zweiten Akt der Zentrale Punkt.

#### Zentraler Punkt
Am zentralen Punkt wird sich die Hauptfigur einer wichtigen Tatsache, eines wichtigen Zusammenhangs oder Aspekts bewusst, der ihr vorher nicht klar war. Es kann auch sein, dass die Hauptfigur nun einen wichtigen Beweis oder ein wichtiges Instrument erhält, das zur Lösung des Problems notwendig ist. Der zentrale Punkt hat damit auch eine Wendepunkt-Funktion, aber eher indem er die Geschichte, z. B. um eine wichtige Information bereichert. Er gibt aber nicht – wie ein Plot Point – eine grundlegend neue Richtung für die Geschichte vor. Dennoch gibt der zentrale Punkt die entscheidende Information, um einen Ansatzpunkt für die Lösung des Problems beziehungsweise Konflikts zu finden.
Nach dem zentralen Punkt kann die Hauptfigur die Lösung der Konfrontation gezielter vorantreiben, was zugleich den nächsten großen Wendepunkt – den zweiten Plot Point logisch vorbereitet, der dann in den dritten Akt überführt:
So ist der zentrale Punkt in Star Wars – Episode IV, dass Luke Skywalker von R2-D2 erfährt, dass Prinzessin Leia auf dem Todesstern gefangen gehalten wird. Er befreit sie und bringt dann mit ihr und seinen Freunden die Pläne des Todessterns zur Rebellion. Die Flucht mit Prinzessin Leia zur Rebellion ist der zweite Plot Point am Ende des zweiten Akts. Die Funktion als Plot Point zeigt sich hier, indem er der Geschichte eine grundlegende Wendung gibt, die der Handlung eine vollkommen neue Richtung vorgibt, was den dritten Akt einleitet.
Der zentrale Punkt in Harry und Sally ist das Abendessen, bei dem sich die beiden Freunde von Harry und Sally – Jess und Marie – nicht (wie von Harry und Sally geplant) in Harry bzw. Sally verlieben, sondern ineinander während Harry und Sally Singles bleiben. So zeigt die Liebe auf den ersten Blick zwischen Jess und Marie in Harry und Sally den beiden Hauptfiguren, dass es die wahre Liebe doch gibt und dass Menschen füreinander geschaffen sein können, was bei Harry und Sally nacheinander dazu führt, dass sie von ihrer Vergangenheit eingeholt werden während sich die Beziehung zwischen Jess und Marie wunderbar entwickelt: Zuerst trifft Harry seine Ex-Frau mit ihrem Partner; später erfährt Sally, dass ihr Ex-Freund bald heiraten wird. Beides wühlt beide im Kontrast zur harmonischen Beziehung zwischen Jess und Marie auf und führt schließlich zu einem One-Night-Stand, der der 2. Plot Point des Films ist, weil sich danach die Beziehung zwischen Harry und Sally zum zweiten Mal grundlegend ändert.

#### Dritter Akt
Der 3. Akt (Auflösung und Schluss) umfasst etwa ein Viertel der gesamten Filmlänge. Hier versucht die Hauptfigur (und ggf. deren Verbündete) mit Hilfe der gewonnenen Erkenntnis bzw. Einsicht oder mit einer List, Falle, Waffe etc. das Problem bzw. den Konflikt zu lösen. Im Falle von Star Wars – Episode IV muss die Rebellion hier die Daten über den Todesstern auswerten, um eine Schwachstelle im Todesstern zu finden, damit sie diesen (letztlich mit Luke Skywalkers Hilfe) vernichten können. Bei Harry und Sally muss Harry den Mut finden, sich wieder auf eine ernste Beziehung einzulassen und Sally muss die Kraft finden, Harry vergeben zu können.
Im dritten Akt werden damit die Antworten auf die obligatorischen (dramatischen) Fragen des ersten Aktes gegeben („Kann der Todesstern als ultimative Waffe des Imperiums vernichtet werden, um dessen Macht und Einfluss zu brechen?“ oder: „Werden Harry und Sally eines Tages ihre große Liebe letztlich finden?“) bzw. die grundlegenden Probleme des ersten Akts werden im dritten Akt gelöst bzw. nicht gelöst.
Auf diese Art und Weise hängen der erste und der dritte Akt unmittelbar miteinander zusammen. Nur wenn sie sich aufeinander beziehen, entsteht eine dramatische Einheit der Geschichte bzw. des Plots. Daher kann ein Drehbuchautor dramatische oder logische Probleme im dritten Akt nur durch Korrekturen am ersten Akt lösen.
Es gibt auch Filme, die mit einem offenen Ende schließen. Hier liegt aber die Lösung des Problems bzw. die Antwort schon so offensichtlich auf der Hand, dass sie nicht mehr ausgesprochen oder dargestellt werden muss. Nur selten enden Filme, ohne einen Hinweis auf ein mögliches Ende bzw. eine mögliche Lösung zu geben.
Damit die Geschichte dramatisch ausgewogen und stimmig ist, sollten sich die beiden zentralen Probleme (inneres und äußeres Problem), die im ersten Akt eingeführt werden, aufeinander beziehen. Beide Probleme hängen somit letztlich miteinander zusammen: Das äußere Problem, das neben der Hauptfigur oft auch andere Personen oder gar die ganze Welt betrifft und das innere Problem der Hauptfigur. Um das äußere Problem zu lösen, muss die Hauptfigur meist erst das innere Problem lösen.
So kann z. B. Luke Skywalker in Star Wars – Episode IV im dritten Akt erst dann den entscheidenden Treffer gegen den Todesstern landen, nachdem er in seinem Inneren auf die Macht vertraut und sich ihr hingibt. Also muss er erst sein inneres Problem lösen (mangelnder Glaube und Vertrauen), um sich die „Macht“ (englisch: „force)“ nutzbar zu machen, damit er das äußere Problem lösen kann (Zerstörung des Todessterns als ultimative Waffe des Imperiums).
Nachdem Harry während des dritten Akts lange vor sich verleugnet hat, dass Sally seine große Liebe ist, muss er am Ende in der Silvesternacht erkennen, dass er ohne sie nicht leben kann. Erst dann ist er dazu imstande, offen und ehrlich mit Sally zu sprechen und ihr seine Liebe zu gestehen. Nur so kann er den Bruch in der Beziehung kitten und beide können eine Liebesbeziehung miteinander eingehen.
Den Abschluss eines Films bilden oft einige Filmminuten, die zeigen, wie sich die Welt bzw. das Leben der Hauptfigur darstellt, nachdem eine Lösung gefunden wurde bzw. man gescheitert ist – wie etwa die Auszeichnung von Luke Skywalker und seinen Freunden oder das Interview mit Harry und Sally, das schildert, wie beide geheiratet haben und auf Flitterwochen gingen.

### Modell der Heldenreise
Basierend auf den Schriften von Joseph Campbell wurden in den achtziger Jahren mehrere Modelle entwickelt, die die Entwicklung der Hauptfigur eines klassischen Films darstellen. Der Held geht auf eine Reise, die die drei Phasen Trennung, Prüfungen, Ankunft umfasst.

#### Die Phase der Trennung
„Die Phase der Trennung beginnt mit der Vorstellung des Status Quo (A: Status Quo). Ein initialer Auslöser setzt die Handlung in Gang (B: Auslöser). Oft erhält der Protagonist einen Gegenstand oder eine Auskunft, die für seine ‚Reise‘ von Bedeutung sein wird (C: Gabe). Doch viele Helden zögern, ob sie die Reise antreten sollen. Ist ein Held hingegen bereit, sich auf das Abenteuer einzulassen, dann wird ihm zumeist von seiner Umwelt abgeraten, seine Lebenssituation zu verändern (D: Weigerung oder Warnung). Im Verlauf des Akts werden schließlich noch eine oder mehrere Figuren etabliert (E: Berater), die die Hauptfigur auf den Weg in den zweiten Akt begleiten – in die Phase der Prüfungen.“

#### Die Phase der Prüfungen
In dieser zweiten Phase besteht der Protagonist oder die Protagonistin eine Reihe von Abenteuern, in deren Verlauf er oder sie sich ändert. Die Figur geht nicht nur auf eine äußere Reise, sondern auch auf eine innere Reise. „Zu unterscheiden sind Prüfungen, die vor dem zentralen Wendepunkt abgelegt werden (F) und solche, die danach stattfinden (G).“ Im Verlauf der zweiten Hälfte des zweiten Akts erlebt die Figur einen Moment der Selbsterkenntnis (H), so dass sie geläutert die Schwelle zur Phase der Ankunft überschreiten kann.

#### Die Phase der Ankunft
„In dieser Phase des Films erledigt die Figur zunächst neue Aufgaben (I). Es folgt die finale Auseinandersetzung (J), die oft in Form eines Showdowns abläuft und häufig durch ein Last-Minute-Rescue beendet wird. Die finale Auseinandersetzung klärt alle im Verlauf des Films aufgeworfenen Fragen (K). Besteht der Held die Auseinandersetzung, so wird er belohnt; versagt er, so wird er bestraft (L). In einem Epilog, der sich häufig anschließt, wird dieser Ausgang noch einmal bekräftigt (M).“